# Christian Gottfried Müller
Christian Gottfried Müller (auch Mueller; * 24. Dezember 1747 in Zöblitz; † 10. August 1819 in Zeitz) war ein deutscher klassischer Philologe, Bibliothekar und Pädagoge.

## Leben
Müller war früh Waise und wurde in die Lehre als Seifensieder geschickt. Sein Stiefvater entschied jedoch, dass er die Lateinschule in Annaberg besuchen soll. Diese absolvierte er bis 1765 unter Johann Christoph Gottleber. Zu seinem Schulabschluss wurde die Schrift Pugna binorum gallorum descripta gedruckt. Er ging anschließend an die Universität Leipzig, an der er bis 1768 Theologie, Philosophie und Philologie studierte und insbesondere unter dem Einfluss von Johann August Ernesti und Samuel Friedrich Nathanael Morus stand. Er wurde 1768 zum Magister graduiert und bestand in Dresden das theologische Examen mit Belobigung.
Müller wurde um 1769 Rektor der Stadtschule von Weida in Sachsen-Weimar. 1780 folgte er einem Ruf des Fürsten von Reuß-Schleiz als Rektor an das Gymnasium Rutheneum in Schleiz. 1786 wurde er als Nachfolger von Friedrich Wilhelm Döring Rektor der Stadtschule von Naumburg. Hier bestand große Konkurrenz zwischen der Stadtschule, der Domschule Naumburg sowie der Landesschule Pforta. Außerdem konnte Müller seine Ideen nicht frei verwirklichen. Müller folgte deshalb 1788 einem Ruf als Rektor des Stiftsgymnasiums nach Zeitz. Dort wurde ihm außerdem die Leitung der unter Julius von Pflug begründeten Stiftsbibliothek Zeitz übertragen. Er konnte preußische Pläne verhindern, die Bibliothek nach Halle an der Saale oder Merseburg zu verlagern, und begann mit der Erforschung der Bibliothek. Rufe an andere Schulen, wie an die Fürstenschule Grimma, lehnte er ab. Seine Schwerpunkte in der Lehre lagen im Unterricht des Lateinischen und in der alten Geographie.
Müller häufte selbst eine eigene, große Bibliothek an, die nach seinem Tod am 20. November 1820 öffentlich versteigert wurde.

## Werke (Auswahl)
- Pugna binorum gallorum descripta, Annaberg 1765.
- Einige Beyträge zum ersten Theile der Charakteristick der Bibel, Rothen, Gera und Leipzig 1776.
- Einige Berichtigungen des Vorurtheils der Eltern: daß Kinder ihr Eigenthum sind, Rothen, Gera 1780.
- Gebete und Lieder für das Rutheneum Schleiz, Schleiz 1783.
- Einige Ursachen warum viele Jünglinge auf gelehrten Schulen in dem letztern Jahre, ehe sie auf Universitäten gehen, gemeiniglich geringere Fortschritte in den Wissenschaften machen, als sie in den vorhergehenden Jahren gemacht hatten, Breitkopf und Härtel, Leipzig 1799.
- Formula Confutationis Augustanae Confessionis, Crus, Leipzig 1808.
- Geschichte und Merkwürdigkeiten der Stiftsbibliothek in Zeiz, Leipzig 1808.
- De meritis Iulii Pflugii episcopi in scholam Cizensem, Vogel, Leipzig 1812.